# Caryonopera royi
Caryonopera royi är en fjärilsart som beskrevs av Fletcher och Pierre E.L. Viette 1955. Caryonopera royi ingår i släktet Caryonopera och familjen nattflyn. Inga underarter finns listade i Catalogue of Life.